# 野辺地町立若葉小学校
野辺地町立若葉小学校（のへじちょうりつ わかばしょうがっこう）は、青森県上北郡野辺地町字石神裏にある公立小学校。

## 沿革
- 1955年（昭和30年）
  - 4月1日 - 野辺地第二小学校（仮称）として、発足。
  - 11月30日 - 新校舎落成。
  - 12月1日 - 若葉小学校として、開校[1]。
- 1961年（昭和36年）10月11日 - 新校舎竣工。
- 1970年（昭和45年） - 防衛庁（現:防衛省）2級防音工事実施[2]。
- 1973年（昭和48年）3月20日 - 新校舎完成。
- 1975年（昭和50年） - 屋内運動場完成[3]。
- 1981年（昭和56年） - わかば学級棟完成[3]。
- 1995年（平成7年）度 - 大規模改修工事実施[3]。
- 2004年（平成16年）4月1日 - 有戸小学校・木明小学校を統合。
- 2015年（平成27年）度 - 耐震補強工事実施[2]。
- 2019年（平成31年・令和元年）度 - 防災機能強化（梁落下防止）[2]。
- 2020年（令和2年）度 - クーラー設置[2]。
- 2023年（令和5年）4月1日 - 馬門小学校を統合[4]。

## 部活動
- 野球部
- 卓球部
- スキー部
- マーチング部

## 通学区域
出典
- 金沢町・下袋町・新道・浜町・八幡町・新町・木明・明前・有戸・蟹田・目ノ越
  - 2023年4月1日からは、馬門小学校の通学区域（馬門一区・馬門二区）も学区に含まれる。

## 進学先中学校
- 野辺地町立野辺地中学校

## アクセス
- JR大湊線北野辺地駅から、徒歩約640m・約10分。
  - 駅から学校まで、直線距離では約110mと近いが、道路の関係で、遠回りとなる。

## その他
- 野辺地町は、本校を野辺地小学校に統合する事を計画している[6]。

## 参考資料
- 『青森県教育史 別巻』（青森県教育委員会・1973年12月20日発行）「学校沿革 小学校」807頁～808頁「若葉小学校」（1961年の記載分まで）